# 基督復臨安息日會

| 宗派        | 基督复临安息日会 |
| 主义        | 复临信徒 |
| 神学        | 原教旨主义； 基督复临安息日会神学                                                                                              |
| 政体        | 长老制 |
| 会长        | 魏泰德 (Ted N. C. Wilson) |
| 范围        | 全球性 |
| 创办人      | - 贝约瑟（Joseph Bates） - 怀雅各（James White） - 怀爱伦（Ellen G. White） - 安德烈 J. N.（J. N. Andrews）                    |
| 起始        | 1863年5月21日; 密歇根，巴特尔克里克（U.S.）                                                                                    |
| 分支于      | 米勒派 |
| 分离出去    | - SDA改革运动 (1925独立, 少数派) - 牧羊人罗德-戴维安SDA (1929年独立, 少数派) - 真实自由的基督复临安息日会 (1914年独立, 少数派) |
| 教会机构    | 92,186 间教会 72,749 所机构 |
| 信徒        | 21,760,076 |
| 牧师        | 19,717 |
| 医院        | 198 |
| 疗养院      | 133 |
| 救援组织    | 安泽国际救援协会Adventist Development and Relief Agency                                                                        |
| 小学        | 5,915 |
| 中学        | 2,435 |
| 大学        | 115 |
| 其它名称(s) | 复临教会, 第七日基督复临教会，SDA (非正式)                                                                                     |
| 官方网站    | www.adventist.org （页面存档备份，存于）                                                                                       |

基督复临安息日会（英語：Seventh-day Adventist；簡稱安息日會）是基督新教的教派之一，它的特点在于遵守星期六（安息日），即基督教与圣经猶太曆中一周的第七天作为安息日，并且强调耶稣基督迫近的第二次再来（复临）。该宗派起源于美国19世纪中叶的米勒派，于1863年正式成立。怀爱伦是联合创始人之一，其广泛著作仍受到该教会的高度重视。基督复临安息日会的大部分神学都符合常见的福音派基督教教义，例如三位一体和圣经无误。教导包括死后无意识与查案审判、三天使信息等教义。教会重视全人健康，包括倡导创世记1章29节中上帝为人类起初提供的最健康素食饮食，以及其对人类的整体观——即身体、灵魂和精神形成一个不可分割的整体。教会相信“上帝创造了大地宇宙，利用六天时间创造了天、地、海洋和其中的一切，并在第七天休息”。婚姻被定义为男人和女人之间的终身结合。基督的第二次降临和死人复活是官方信仰之一。
全球组织由基督复临安息日全球总会所管理，较小的地区由分会，联合会，和区会管理。目前，它在世界范围内有2500万的信徒，受洗的人数超过2100万人。截止2007年5月，它是世界第十二大的基督教新教宗教团体，并且也是第六大高度国际化的宗教团体。它的种族和文化是多样的，并在215个以上的国家和地区拥有传教士。教会经营着7500多所学校，其中包括全球100多家高等教育机构（大学），多家医院和出版社，以及一个人道主义援助组织，称为安泽国际救援协会（ADRA）。

## 简史
基督复临安息日会是几个复临信徒团体中规模最大的教会，其起源于1840年代在纽约州北部的米勒派运动，第二次大觉醒的阶段。威廉·米勒根据但以理书8：14-16与“一日顶一年原则”，预言耶稣基督将在1843年春至1844年春之间重回地球。1844年夏，米勒尔派开始相信耶稣将在1844年10月22日返回，这日被认为是该年圣经中的赎罪大日。 米勒尔预言的失败被称为“大失望”。
希兰·爱德生和其他米勒派信徒后来确信米勒的计算是正确的，但是他对但以理书8:14的解释是错误的，因为他以为基督会来净化世界。 这些复临信徒确信，但以理书8:14是在预告基督进入天上圣所中的至圣所，而不是第二次降临。 在接下来的几十年中，对天上圣所的这个理解发展成为查案审判的教义，这是一个始于1844年的末世论过程，在这个过程中每个人都将被审判以核实其得救的资格，并且上帝的公义将在宇宙面前被证实。这个复临信徒的团体继续相信基督的第二次降临仍然是迫近的，然而他们拒绝为事件定下更多的日期，并引用启示录10：6，“不再有时日了（或译为：不再有时间了）。”

### 安息日观点和教义的发展
随着早期复临运动整合他们的信仰，圣经中关于休息和敬拜日子的问题被提了出来。早期复临信徒中遵守安息日的首先支持者是贝约瑟（Joseph Bates），他是通过米勒尔派传教士托马斯·普雷布尔写的一本小册子了解安息日教义的，他转而又受到了年轻的安息浸礼会信徒拉结·普雷斯顿的影响。这一信息逐渐被接受，并成为1849年7月出版的教会刊物《现代真理》（现在的《评阅宣报》)第一期的主题。

### 组织和认可
大约有20年的时间里，复临运动是由一群人松散编织而成，这些人来自许多不同的团体，其主要联系和互动方式是通过怀雅各（James White）的期刊《复临评论》和《安息日先驱报》。他们接受了安息日的教义，但以理书8:14天上圣所的解释，有有条件的永生，以及对基督在千禧年前归来的期盼。其最著名的人物包括贝约瑟（Joseph Bates)，怀雅各和怀爱伦。怀爱伦承担了很重要的角色。她的许多异象和属灵上的指导使复临信徒相信她拥有预言的恩赐。
教会于1863年5月21日在密歇根州的巴特尔克里克正式成立，会员人数为3500。该教会总部后来从巴特尔克里克搬到了马里兰州的塔科玛公园，在那里一直居住到1989年。之后，大会总部搬到了它现在于马里兰州银泉市的所在地。
1870年代时教会通过宣教和复兴来传福音，到1880年其信徒人数增加了三倍，达到16,000，并在19世纪末期在北美以外建立了自己。继续快速增长，在1901年有了75,000名成员。那时，该教会已拥有两所大学，一所医学院，十二所中学，27家医院和13家出版社。到1945年，该教会在美国和加拿大的报告人数为21万，在其他地方则为36万；预算安排为2900万美元，教会学校的入学人数为14万。
教会的信仰和教义于1872年在密歇根州的巴特尔克里克首次发表，内容为“我们信仰的概要”。该教派在形成其核心教义时具有很多争议，尤其许多早期复临信徒领袖来自持有各种形式上的亚流派教义及其变种。这与运动中其它一些神学观点一起，导致了正统保守派基督徒达成共识，将其视为邪教。
根据基督复临安息日会的学者们的说法，怀爱伦的著作和教导根本上表明了在将教会从很大程度上的半阿里乌派转向三位一体方面是具有影响力的。大部分的复临信徒都赞扬她在1890年代将基督复临安息日会带入对上帝神性更全面的了解中。基督复临安息日会在20世纪初形式上采用三位一体神学，并在20世纪中叶开始与其他新教团体进行对话，最终获得了部分新教的认可。《今日基督教》（Christianity Today）在2015年1月22日的期刊中将基督复临安息日会评为“全球第五大基督教团体”。
尽管她的丈夫声称她的异象并没有显示出对三位一体信条的支持，但她的著作却显示出对“上帝神性奥秘”认识的日益提高。在很大程度上，复临信徒认为她在19世纪90年代通过持续的圣经研究和长达数十年的讨论，使基督复临安息日会对上帝神性有了更全面的认识，教会最终得出结论，圣经确实明确教导了三位一体的神的存在，然后在《基本信仰28条》中确认了这一圣经观点。

## 信仰
- 主要文章：基督复临安息日会神学（英语：Seventh-day Adventist theology）
- 基督复临安息日会的官方教义表达在它基本信仰28条中。这项信仰声明最初由全球总会于1980年通过，在2005年又增加了一条(第11条)。[33]接受教会的两个洗礼誓言（英语：Baptismal vows）中的任何一个是成为教友的先决条件。  基督复临安息日会的教义类似于阿里乌派的基要派，强调前千禧年和灵恩派。基督复临安息日会信奉的教义包括圣经的字句绝对无误性、替代性赎罪、死人的复活和绝对化的因信称义等。他们相信全身入水的浸礼和字面上六天的创造。现代神创论运动始于基督复临安息日会信徒乔治·普莱斯，他的灵感来源于怀爱伦的一个异象。有一套公认的“独特”教义，将基督复临安息日教与基督教界的其他教派区分开来，尽管并非所有这些教义都是基督复临安息日会所独有的[34]，一些福音派信仰者認為安息日會是異端[35]。
- 律法（基本信仰第19条）：上帝的律法“体现在十诫中”，继续对基督徒具有约束力。
- 安息日（基本信仰第20条）：应在一周的第七天，特别是从星期五日落至星期六日落，遵守安息日。
- 复临和末时（基本信仰第25-28条）：耶稣基督将在“艰难时期”后向地上显现，在此期间，安息日将成为世界性的考验。第二次降临之后，将是圣徒与基督作王一千年。基督复临安息日会末世论是基于基督教历史主义的预言解释方法。
- 完整的人性（基本信仰第7、26条）：人是身体，思想和灵魂的不可分割的统一体。他们没有不朽的灵魂，死后也没有意识（通常称为“灵魂睡眠”）。（另见：基督教人类学）
- 有条件的永生（基本信仰第27条）：恶人不会在地狱中遭受永远的折磨，而会被永久性地毁灭。（参见：有条件的永生有条件的永生，灵魂毁灭说）
- 善恶大斗争（基本信仰第8条）：人类参与了耶稣基督和撒但之间的“大斗争”。这是对普遍的基督教信仰的阐述，罪恶起始于天庭，当一位天使（路锡甫）反抗上帝的律法时。
- 天上的圣所（基本信仰第24条）：耶稣基督升天后，在天上的圣所开始赎罪事工。在1844年，为了完成赎罪日的工作，他开始洁净天上的圣所。
- 查案审判（基本信仰第24条）：对自称基督徒者的审判始于1844年，其中对记录册进行审查，以使全宇宙都能看到。查案审判将决定谁获得救恩，并在宇宙的眼前证明上帝对待人类是公义的。
- 余民（基本信仰第13条）：在末时将有一批余民，他们遵守上帝的诫命，并有“耶稣的见证”。[36]这些余民向世界宣告启示录14：6-12的“三天使的信息”。
- 预言之灵（基本信仰第18条）：怀爱伦的事工通常被称为“预言之灵”，她的著作“以先知的权威讲话，并向教会提供安慰，指引，教导和归正。”[37]。（请参阅：怀爱伦的灵感。）

### 神学谱系
与任何宗教运动一样，复临信徒中存在着一个神学谱系，就像在广泛的基督教会与其他宗教中存在的基督教基要主义-保守派-温和派-自由主义。教会内的各种团体、运动和亚文化在信仰和生活方式上存在着不同的观点。
神学谱系的保守派以历史复临信徒为代表，他们的特点是反对自1950年后教派内的神学发展趋势。他们反对妥协于福音主义的神学，并寻求捍卫传统的复临教义，如耶稣基督人性堕落后的性质、查案审判和品格完美主义。一些学者代表了历史复临主义，但也出现在教会的基层，并经常推动独立的事工。
教会中最自由的成员通常被称为进步复临主义（进步复临信徒通常不认同自由基督教）。他们倾向不同意传统观点关于怀爱伦的灵感，安息日，七天的创造，余民教义和查案审判。进步运动得到了一些学者的支持，并在“复临论坛协会”等机构，和《Specturm》(谱系）和《Adventist Today》（今日复临信徒）等期刊上表达。

### 神学组织
圣经研究所是教会的官方神学研究中心。教会有两个专业组织，供附属于该教派的复临神学家使用。复临宗教研究学会 (ASRS) 的成立是为了那些参加圣经文学学会 Society of Biblical Literature (SBL) 和美国宗教学会 American American Academuy of Religion 的复临神学家中树立一个团体。2006 年，ASRS 投票决定在未来与 SBL 继续一起召开会议。在1980年代，复临神学协会 Adventist Theological Society 成立，为较保守的神学家提供一个聚会的论坛，并与福音派神学协会 Evangelical Theological Society 联合举办。

## 文化与实践

### 安息日活动
另见：第七日教会中的安息日
在周五会花一部分时间用于准备安息日；例如，准备饭菜和整理房间。复临信徒会在周五晚上的敬拜中聚会以迎接安息日，这种做法通常被称为晚祷或黄昏赞。
复临信徒周六放弃世俗工作。他们通常也会避免纯粹的世俗娱乐形式，例如竞技体育和在电视上观看非宗教节目。但是，鼓励自然漫步、以家庭为导向的活动、慈善工作和其他具有同情心的活动。周六下午的活动因文化、种族和社会背景而异。在一些教会，成员和访客将参加团契（或“饭局”）午餐和 AYS（Adventist Youth Service 复临青年服务）。

#### 敬拜仪式
主要文章：基督复临安息日会敬拜
每周主要的礼拜仪式在周六举行，通常从安息日学开始，这是一个以小组学习的模式在教堂学习圣经的时间。基督复临安息日会利用官方制作的“安息日学课程”，每季都会讨论特定的圣经经文或教义。在此期间，为不同年龄段的儿童和青少年提供特别会议（类似于其他教会的主日学）。

#### 圣餐
复临教会通常每年进行四次公开的圣餐礼。它以洗脚礼开始，也被称为“谦卑礼”，基于约翰福音 13 章的福音记载。谦卑教仪旨在效仿基督在最后的晚餐时为门徒洗脚，并提醒参与者需要谦卑地为彼此服务。参与者按性别隔离到单独的房间进行这种仪式，尽管一些会众允许已婚夫妇相互执行该法令，并且通常鼓励家庭一起参与。完成后，参与者返回主圣所，享用主的晚餐，其中包括无酵饼和未发酵的葡萄汁。

### 健康与饮食
自1860 年代教会成立以来，全人健康一直是基督复临安息日会的重点。基督复临安息日会以宣扬“健康信息”而闻名。该信息提倡素食主义，并期望遵守犹太教饮食规定，特别是利未记第11章所描述的符合教规的食物 (犹太教)，意思是不吃猪肉，贝类和其他被禁为“不洁”的动物。
教会不鼓励其成员饮用酒精饮料、烟草或非法药物（比较基督教和酒精）。此外，一些基督复临安息日会教徒避免喝咖啡、茶、可乐和其他含有咖啡因的饮料。

## 组织
结构和政体

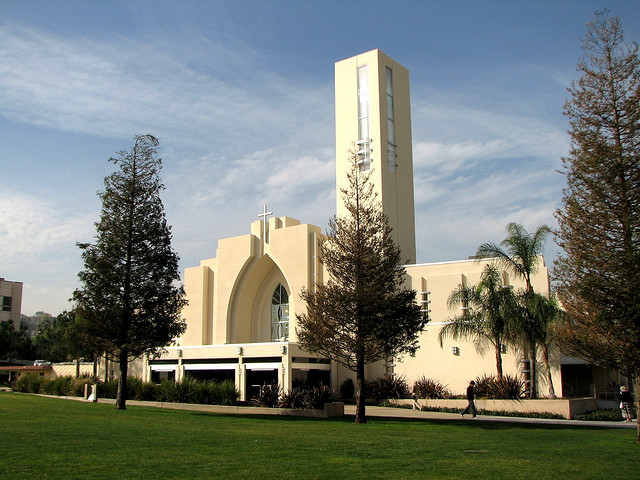
Loma Linda University Seventh-day Adventist Church, 基督复临安息日会罗马琳达大学，超过7000名成员.

基督复临安息日会的管理形式是一种类似于长老会教会组织的代表形式。在世界范围内的教会中存在四个层级的组织。
1. 当地教会是组织结构的基础层级，也是该宗派的公众形象。每个受洗的复临信徒都是当地教会的成员，并在该教会内拥有投票权。
2. 当地教会直属于“当地区会”，地方区会是一个州、省和区（或其部分地方）内众教会的组织，它认命部门领袖，拥有教会土地并组织分配什一给牧师。
3. 当地区会上层是“联合会”，它在一个更大的区域层面包含许多地方区会。
4. 教会层级中最高治理是总会，它由13个“部门”组成和每个分陪到不同的位置。总会是所有教会的权威和在推测和行政问题上最终的决定权。总会由会长办公室领导。总会位于美国马里兰州银泉市。

每个组织都由特定时间间隔发生的一般“会议”而组成的。这通常是在做出行政的时候。例如，总会主席每五年都会在总会选举而产生。参加会议的代表都由较低级别组织任命。例如，每个当地教会都有代表参加会议。
从教会成员那里收集的什一不会被地方教会直接使用，而是向上传递给地方区会，然后将资金分配给有需要的牧师。员工根据教会教会的薪酬政策和实践对他们居住的地方和国家的影响进行补偿。
《教会规程》有相应规定准备在各级政府内大使命的号召下创建教育，医疗保健，出版和其他机构。
教会官员和神职人员
复临教会被任命的神职人员被称为传道人或牧师。牧师不是由当地教会选举或雇用的，而是由当地区会任命的，区会指派他们负责一个教会或几间教会。按立是牧师和长老通常在服务多年后得到的正式认可。在世界大部分地区，妇女可能不会被授予“按立”为牧师，虽然有些人雇用为部门主管，可能“委任”或“按立委任”。 然而，从 2012 年开始，一些联合会通过允许在区会成员不考虑性别的情况下按立的政策。当地区会内有许多义工职分，包括长老和执事的按立职位。 长老和执事由当地区会业务会议名选委员会投票委任。 长老主要担当行政和牧师职责，但也必须能够提供宗教领导（特别是在没有按立牧师的情况下）。 执事的角色是协助当地教会的顺利运作和维护教会财产。

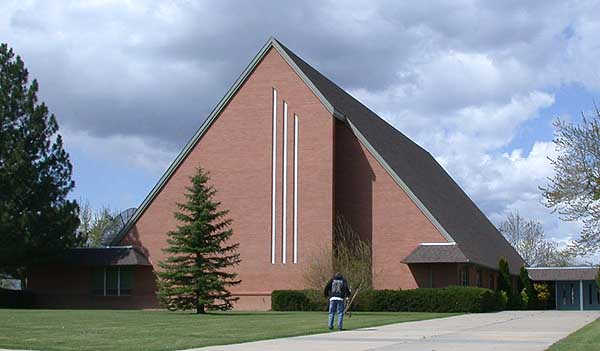
Campion Academy Adventist Church in Loveland, Colorado

1874年创立的伯特克里学院是基督复临安息日会的第一所高等院校。后来于1901年在密西根州贝林斯普林改办为以马内利传道学院，由于学院实现半工半读，直到1910年才授予学位。
复临信徒对于备案一事持谨慎态度，他们担心登记备案会使学校失去自己的信仰特色。有人认为博士学位不需要，甚至是危险的。因此，像加利福尼亚州太平洋联合学院这样的学校，到1928年才有了第一位哲学博士，这是该会登记备案的第一所学院，该会在其它国家的教育机构均较为顺利地得到当地政府的承认。
1933年夏天，太平洋联合学院首次为传道士开设了研究生课程。高级圣经学校在迁往华盛顿以前，开了三个夏季的课程，成为该会神学院的开端。该会在北美最主要的高等院校是安德烈大学和罗马琳达大学。前者位于密西根卅的贝林斯普林，侧重教育、文科和神学，后者侧重医学。到1998年，该会在北美共有高等院校15所，学生共有2 0939人。
1998年，该会在北美以外计有高等院校75所，至少有二十来所已达到大学规模。开设博士课程的在北美有3所，亚洲一所、中美所、南美三所。
至于普通教育，该会在1998年共有小学4450所，学生数72 3473人，中学1014所，学生数20 8486人。学生中有很大比例并非信徒子女，他们进入该会学校就读是因为该会教育的良好声誉。在台灣，該會有三育基督學院 、南投縣復臨國際實驗教育機構、南投縣私立三育高級中學、 台北復臨美國學校 （页面存档备份，存于）。

## 出版物
- 《时兆月刊》（Signs of the Times）

早期复临信徒始终注意到出版工作的重要性。先驱们把小册子和书刊看为《现代真理》的载体。
书刊在世界各地传播复临信仰的工作中起着重要的作用。第一份在国外出版的刊物是1876年在瑞士巴塞尔所出的法语版《时兆》。在许多地方，是书刊最早带来复临的信息。有些只是由信徒交给友好的船长带到远方的港口，或者邮寄给专人。例如1879年，从伯特克里寄出的书刊把信息传给巴西圣卡他利那的德国移民。书报员把书刊带到世界各地，如拉路1888年去香港，阿诺德在1889至1890年间去安提瓜，伦克尔和斯特劳普1893年去印度的马德拉斯，戴维斯和比肖普1894年去智利，考德威尔1905年去智利。
1998年，基督复临安息日会以272种语言出版适用于传道人和平信徒的书刊；该会分布在世界各地的57家出版社出版285种刊物，总销量接近一亿一千四百万美元。到1998年底，在2 4400位销售该会书刊的文字布道士中，有4680位学生藉此得以上学。

## 广播电台
复临信徒世界广播电台（Adventist World Radio，缩写为：AWR）总部位于美国马里兰州银泉，始创于1971年。使用中波或大功力调频发射器、短波以及通过当地电台、电缆、人造卫星和互联网，覆盖达到大约160个国家、77种语言和方言区的数百万人。另外，电台在英国也有分支机构。2012年，其关岛分部迁往印度尼西亚。
复临信徒世界广播电台的中文广播平均每日播出10小时，由关岛发射，呼号为KSDA。其进行中文广播时使用中文呼号"希望之声福音广播电台"。
1926年，该会布道士理查士开始在加利福尼亚州中部地方的广播电台不经常地进行讲道。他相信广播能为数以百万计的人所接收，就在1930年起在洛杉矶开始每周的播音。1936年加入了一组男声四重唱。1937年，他们被称为“君王歌咏先锋队”，节目成为“预言之声”的一部分。1942年1月4日，节目开始向全国广播。同年预言之声圣经函授学校开办，第一个月从听众中收了2000多名学员。
第二次世界大战期间，该会广播节目开始在其它国家播出（澳大利亚于1943年），并有了其它的语种（1943年有了西班牙语和葡萄牙语）。有当地人用他们自己的语言传福音。有些节目采用“希望之声”的名字，有些地方，当地的音乐家在节目中运用了自己的才艺。“君王歌咏先锋”演唱组以20来种语言献唱。开设了英语和其它语种的新的函授课程。
到了1992年该会全国性广播“预言之声”开办五十周年之际，世界各地已有133所圣经函学校开设了66种语言的课程。约在2000个广播电台以36种语言播音。
全球复临电台于1971年租借葡萄牙的设施开播。第一周就有22套节目用13种语言播出。以后又设立了其它电台：1975年在马耳他，1976年在斯里兰卡，1980年在安道尔，1983年在非洲加蓬。1987年起全球复临电台在关岛开始对亚太地区播音，内容大大超过“预言之声”。来自中国各地的反映表明，尽管存在人为的障碍，福音仍大有人听。
1950年，威廉福格尔和他的小组在纽约电视台直播《今日的信仰》节目．这是美国第一次真正的全国性宗教电视节目。1963年，《今日的信仰》成了第一个宗教性彩色电视节目。1985年，该节目改版为《生活方式杂志》，由丹马太主持。多年以来，通过《今日的信仰》节目，观众可以接受圣经课程，获得阅读材料，并能与当地的牧师联系。
还有两个基督复临安息日会的电视节目值得一提：乔治范德曼于1956年开播《经上记着说》节目，编者：（现由范义礼牧师主持）向希望进一步研究的观众举办了数以百次计的研讨会，特别是有研究《启示录》的。1973年，布鲁克斯开播《生命的气息》，主要对象为美国黑人，该节目以音乐和讲道见长。

## 電影
- 鋼鐵英雄：以基督復臨安息日會的教友德斯蒙德·多斯為主角原型而拍成的電影[55]。

## 神学观
大多数的人们，对于基督复临安息日会的指责最多的就是他们是一群律法主义者，因为他们遵守创造周中的安息日。但是基督复临安息日会自己的声明中，他们承认救恩是唯有借着耶稣才得到的，但是遵守上帝的律法也是人的义务，遵守上帝的律法，不代表就是律法主义。此外，他们对于传统基督教宗派，常常用“大淫妇”“敌基督”等称呼，甚至经常发布末世预言类信息，也经常为人诟病。

### 信條
基督复临安息日会的先驱都坚持以圣经为信仰和教义的唯一依据，不愿发表教义说明和信条，甚至反对一切传统信经和大公决议。乌利亚史密斯曾在1872年写了一份教义说明，但是，在1888年明尼阿渡利斯以基督为中心的信息所引发的那场争论中，史密斯的说明似乎被遗忘了。以后基督复临安息日会的年鉴均无教义说明。随着教会的发展，有关该会信仰的问题也多了起来。1930年全球总会要求一个四人委员会起草一份说明。他们完成了自己的工作，次年的年鉴就附有“基督复临安息日会基本信仰”。

### 教会网站
- 復臨環球網 （页面存档备份，存于）
- 基督復臨安息日會總會 （页面存档备份，存于）
- 福音中国 （页面存档备份，存于）
- 中国基督复临安息日会 （页面存档备份，存于）
- SDA圣经注释 （页面存档备份，存于）
- 財團法人臺灣基督復臨安息日會臺灣區會 （页面存档备份，存于）